# Yakō Himitsu
Yakō Himitsu (夜行秘密?) è il sesto album in major degli indigo la End e il settimo in totale, pubblicato il 17 febbraio 2021 da TACO RECORDS.

## Background
Pubblicato circa un anno e mezzo dal precedente, Nureyuku Shishōsetsu (濡れゆく私小説?). L'uscita dell'album era originariamente prevista per il 2020, in occasione dello spettacolo finale del tour 心実 (Shinjitsu?) il 31 gennaio 2020, ma è stata posticipata al 2021.
L'album contiene un totale di 14 canzoni, compresi i singoli rilasciati in distribuzione limitata nel 2020. 紫苑 / アバケアネ (Shion / Abakeane?), pubblicato come singolo riservato ai membri del fan club, non è stato incluso.
L'album è stato pubblicato in sei versioni: DVD, Blu-ray, edizione standard solo CD e edizione analogica.
Prima dell'uscita, sono state distribuite in anticipo le canzoni 左恋 (Hidari koi?) (15 gennaio), 夜光虫 (Yakōchū?) (29 gennaio) e 夜の恋は (Yoru no koi wa?) (12 febbraio) dell'album.

## Successo commerciale
L'album si è piazzato al 6º posto nella classifica settimanale Oricon

## Tracce
Testi e musiche di Enon Kawatani.
1. 夜行 (Yakō?) – 3:51
2. 夜風とハヤブサ (Yokaze to hayabusa?) – 3:59
3. 華にブルー (Hana ni burū?)[4] – 4:32
4. チューリップ (Chūrippu?) – 4:35
5. 左恋 (Hidari koi?) – 3:28
6. たまゆら (Tamayura?) – 4:03
7. フラれてみたんだよ (Fura rete mitanda yo?) – 4:32
8. 夜漁り (Yoru asari?)[5] – 3:16
9. 不思議なまんま (Fushigina manma?) – 4:21
10. 晩生 (Bansei?) – 5:08
11. さざなみ様 (Sa zanami-sama?) – 3:19
12. 固まって喜んで (Katamatte yorokonde?) – 3:09
13. 夜光虫 (Yakōchū?) – 4:31
14. 夜の恋は (Yoru no koi wa?)[6][7] – 3:51